# Guerra dello Utah
La guerra dello Utah (in inglese Utah War), nota anche come la spedizione dello Utah (Utah Expedition), la gaffe di Buchanan (Buchanan's Blunder) - dal nome della presidenza di James Buchanan -, la guerra mormone (Mormon War) o la ribellione mormone (Mormon Rebellion), fu un confronto armato tra i coloni mormoni nei territori dello Utah e le forze armate del governo federale degli Stati Uniti. Tale confronto durò dal maggio 1857 al luglio 1858. Anche se vi furono delle vittime, principalmente civili non-mormoni, la guerra non ebbe battaglie e fu risolta tramite trattativa.

## Il contesto storico

### L'esodo verso lo Utah
Già in passato i mormoni erano stati protagonisti di violenza, come durante la guerra del 1838 che portò Lilburn Boggs, all'epoca il governatore del Missouri, ad emanare nello stesso anno un apposito provvedimento: il Missouri Executive Order 44. I membri della Chiesa di Gesù Cristo e dei Santi degli Ultimi Giorni, spesso chiamati "i pionieri mormoni", cominciarono a colonizzare il territorio dello Utah nell'estate del 1847. Infatti, dopo la morte del fondatore del movimento Joseph Smith, la vita per i mormoni in Missouri e nell'Illinois era diventata difficile per una serie di scontri con le comunità vicine. Brigham Young e gli altri nuovi capi della Chiesa si erano allora convinti che fosse necessario migrare verso una nuova "terra promessa", dove i diritti dei mormoni sarebbero stati assicurati e dove poter praticare in pace la loro religione; l'avevano individuata nel lontano Utah.
Anche se gli Stati Uniti avevano già ottenuto il controllo delle regioni colonizzate dell'Alta California e del Nuovo Messico nel 1847, all'inizio della guerra contro il Messico, il loro trasferimento legale sarebbe avvenuto soltanto con il trattato di Guadalupe Hidalgo, alla fine delle ostilità, nel 1848. I capi della Chiesa avevano dichiarato che non avrebbero "lasciato l'orbita politica degli Stati Uniti", e nemmeno intendevano farlo. Nello stesso anno, a Sutter's Mill, in California, fu scoperto l'oro - cominciò la celebre "corsa all'oro" - e centinaia di pionieri cominciarono a spostarsi verso ovest, attraversando la zona colonizzata dai mormoni. Queste migrazioni portarono opportunità di scambi commerciali, ma posero anche fine al loro breve isolamento.
Nel 1849, i mormoni proposero che gran parte del territorio in cui si erano insediati entrasse a far parte degli Stati Uniti con il nome di "Stato di Deseret". La loro principale rivendicazione era quella di poter scegliere i propri governanti, con la preoccupazione che viceversa sarebbero stati "insensibili opportunisti nominati dall'alto" inviati da Washington, come da regola. Erano convinti che la loro libertà religiosa sarebbe stata garantita solo da uno Stato retto dai capi della Chiesa. Il Congresso degli Stati Uniti istituì il Territorio dello Utah con il compromesso del 1850, e il presidente Millard Fillmore scelse Brigham Young come primo governatore. I mormoni erano soddisfatti della nomina, ma successivamente le relazioni tra mormoni e amministrazione federale si deteriorarono.

### Poligamia, sovranità popolare e schiavitù
All'epoca, i capi della Chiesa sostenevano la poligamia. Il 20-25% dei mormoni, si stima, appartenevano a famiglie poligame e la pratica coinvolgeva circa un terzo delle donne che raggiungevano l'età per maritarsi. Agli occhi della società americana, ciò era considerata un'imperdonabile immoralità. Durante la campagna per le presidenziali del 1856, un punto centrale del programma del giovane Partito Repubblicano era "proibire ovunque i residui gemelli della barbarie: la poligamia e la schiavitù". I repubblicani associarono il principio democratico di sovranità popolare all'accettazione della poligamia nello Utah, trasformando la questione in una formidabile arma politica.
La sovranità popolare era la base teorica del compromesso del 1850 e del Kansas-Nebraska Act del 1854. Il concetto serviva a eliminare la dirompente questione della schiavitù nei Territori dal dibattito pubblico nazionale, per prevenire un conflitto armato tra Nord e Sud. Ma, durante la campagna elettorale, il Partito Repubblicano la dipinse come espediente per difendere la poligamia. Leader democratici come Stephen A. Douglas, un tempo alleato dei mormoni, cominciarono ad attaccarli. I democratici credevano che l'atteggiamento della gente verso la poligamia avrebbe potuto mettere in crisi il compromesso sulla schiavitù.

## Lo svolgimento
Dal 1857 al 1858, l'amministrazione del presidente James Buchanan cercò di reprimere quella che avvertiva come una ribellione nel territorio dello Utah da parte dei coloni mormoni. Il presidente mandò delle forze armate statunitensi, in quella che fu nota come "spedizione dello Utah". I mormoni, timorosi che questa forza militare fosse stata mandata per annientarli, bloccarono l'entrata dell'esercito nella Salt Lake Valley. Sebbene il confronto tra la milizia mormone, chiamata la legione Nauvoo, e l'esercito degli Stati Uniti provocasse alcune distruzioni di proprietà e poche brevi schermaglie in quello che è l'attuale Wyoming sud-occidentale, non avvenne nessuna battaglia tra le due forze militari rivali.
Nonostante ciò il confronto non fu incruento. Al massimo delle tensioni, l'11 settembre 1857, più di 120 coloni diretti in California, dall'Arkansas, dal Missouri e da altri stati, compresi uomini disarmati, donne e bambini, furono uccisi nel lontano Utah sud-occidentale da un gruppo di miliziani mormoni locali. Questi sostennero che i migranti erano stati uccisi da nativi americani. Questo evento sarà successivamente chiamato il massacro di Mountain Meadows. Questo incidente si potrebbe collegare alle paure dei mormoni riguardo l'avvicinarsi dell'esercito federale. Alcuni storici conclusero che le uccisioni furono un'anomalia istigata da una guida locale isolata geograficamente e paranoica, che agiva senza che la gerarchia mormone a Salt Lake City ne fosse a conoscenza. Altri sostengono che ci fosse una cospirazione più ampia, di cui il direttivo era a conoscenza. Altri suggeriscono che i mormoni uccisero il gruppo per saccheggiarlo.

Il massacro di Aiken avvenne il mese seguente. Nell'ottobre 1857, i mormoni fermarono sei californiani che viaggiavano per lo Utah e li accusarono di essere delle spie dell'esercito statunitense. Furono rilasciati, ma successivamente furono assassinati e derubati del loro bestiame e di 25 000 $.. Anche altri incidenti sono connessi alla guerra dello Utah, compreso un attacco indiano alla missione dei Santi degli ultimi giorni di Fort Lemhi nel Territorio dell'Oregon orientale. Uccisero due mormoni e ne ferirono molti altri. Lo storico Brigham Madsen annotò: 
(Brigham Madsen)
David Bigler conclude che l'incursione fu probabilmente istigata dai membri della spedizione dello Utah che stavano cercando di riempire di nuovo le proprie riserve di bestiame che era stato rubato dai razziatori mormoni.. Considerando tutti gli incidenti, MacKinnon stima che approssimativamente 150 persone morirono come diretto risultato della guerra dell'Utah, che durò un anno, compresi i 120 migranti uccisi alle Mountain Meadows. Egli evidenzia che questo numero era vicino a quello delle persone uccise durante la contemporanea lotta, durata sette anni, nel Bleeding Kansas."
Alla fine, i negoziati tra gli Stati Uniti e i Santi degli Ultimi Giorni sfociarono in una completa grazia per i mormoni, il trasferimento del governatorato dello Utah dal presidente della Chiesa Brigham Young al non-mormone Alfred Cumming, e l'ingresso pacifico dell'esercito statunitense nello Utah.